# Kvervelbreen
Der Kvervelbreen (norwegisch für Wirbelgletscher) ist ein 8 km langer Gletscher m ostantarktischen Königin-Maud-Land. In der Sør Rondane liegt er zwischen den Rogerstoppane sowie der Tvihøgda und den Trerindane.
Wissenschaftler des Norwegischen Polarinstituts benannten ihn 1988 nach der Struktur seines Oberflächeneises.